# Zsidó esküvői hagyományok
A zsidó esküvő a házasságkötés azon módja, ami a zsidó vallási hagyományokhoz kötődik. Nem jelenik meg konkrétan a Tórában, de számos eleme mégis onnan van levezetve. A házasságkötés szokásai változtak az idők során, illetve napjainkban is vannak eltérések a neológ, illetve az ortodox esküvő között. A szertartást egy baldachin, az úgynevezett hüpe alatt tartják, ami szokásoktól függően felállítható a zsinagógában, illetve a szabad ég alatt is. A szertartás két részből áll, az eljegyzésből és magából a házasságkötésből. Ez a két esemény az ortodox zsidóknál különválik, míg a neológoknál ugyanakkor történik a hüpe alatt.

## A házasság a tórai időkben
„Ha valaki asszonyt vesz, és hál vele…” 5Móz. 22,13) A fenti idézetből vezették le a bölcsek, hogy az asszonyszerzés módja a pénzen való vétel („Ha valaki asszonyt vesz...”), és a testi kapcsolat („és hál vele...”). Illetve van egy harmadik mód is, a dokumentum. „Midőn elvesz valaki feleséget és férjévé lesz, akkor lészen, ha nem talál kegyet szemeiben, mert talált rajta szemérmetlen dolgot, és ír neki válólevelet....” (5Móz. 24,1)
Az idézetben azt olvassuk, hogy válásnak dokumentummal kell történnie. Ebből következik, hogy a házasságkötésnek is. A dokumentum ma a ketubát (házasságlevél) jelenti, a pénz a gyűrűt, az együtthálás pedig a szertartást követő pár perces, jelképes félrevonulást a jihudot. Napjainkban a házasságkötés már csak mindezek együttes teljesülésével lehetséges.

## A házasságkötés menete
A házasságkötést megelőző szombaton a vőlegényt felhívják a Tórához, ahol a közösség tagjai cukorkával dobálják meg, jelezve ezzel azt a kívánságukat, hogy legyen a házasság édes. Ennek a felhívásnak a neve aufruf.
A menyasszony a szertartás előtti napon naplemente után elmegy a mikvébe, a rituális fürdőbe, ahol áldás kíséretében alámerül.

## A házasságlevél (ketuba)
A ceremónia előtt kerül sor a házasságlevél aláírására. A ketuba egy tekercs, ami arámi nyelven van írva, és a feleség jogait tartalmazza, illetve a válás esetén neki járó összeget. A házasságlevelet két tanú írja alá, akik sem a vőlegénynek, sem a menyasszonynak nem lehetnek rokonai.

## A menyasszony lefátyolozása (bedekkolás)
A vőlegény, miután a menyasszonyhoz kísérik, lehajtja annak fátylát. Ezzel a lépéssel a férfi mintegy oltalmába veszi a nőt. A szokás a Bibliából ered, amikor Jákobhoz Rachel helyett az idősebbik lányt, Leát adják hozzá. Így a vőlegénynek meg kell győződnie róla, hogy valóban a menyasszonyát veszi e feleségül.(1Móz. 29, 24-26) Másrészt arra is utal ez a szokás, hogy amikor Rebeka meglátja Izsákot közeledni betakarja az arcát.
„ És szólt a szolgához: Ki ama férfi, a ki a mezőn jön elénkbe? Mondta a szolga: Ő az uram. Erre vette a fátyolt, és befödte magát.”(1Móz. 24, 65)

## A hüpe alatt
A vőlegényt a hüpe alá kíséri a két örömapa. Ezt követően a két örömanya odakíséri hozzá a menyasszonyt is, aki a két kísérőjével együtt hétszer megkerüli őt.
A szertartás vezetője (általában a rabbi) elmondja a boráldást, majd egy másikat is, magára az esküvőre. Ezt követően a pár iszik egy kortyot a borból.
Ezt követi a gyűrű felhúzása. Eltérően a keresztény szokásoktól, itt csak a menyasszony ujjára kerül gyűrű, mégpedig nem a gyűrűsujjra, hanem a jobb kéz mutatóujjára.
Ezután a rabbi felolvassa a ketubát, majd a vőlegény átadja azt a menyasszonynak.
A következő lépés az úgynevezett hét áldás (seva brachot). Hét felkért személy, borral a kezében elmond egy-egy áldást.
Az ifjú pár ismét iszik a borból, majd a férfi jobb lábával összetör egy poharat, miközben a 137. zsoltár egyik mondatát mondja. 
A szokás azt jelképezi, hogy a legnagyobb öröm sem lehet felhőtlen, mert még ilyenkor is emlékezni kell a lerombolt Szentélyre.

## A jihud („elkülönülés”)
A szertartás után a fiatalokat egy szobába kísérik, ahol néhány percre kettesben hagyják őket. Ekkor szoktak enni is pár falatot, mert a hagyomány szerint a fiatalok az esküvőjük napján kötelesek böjtölni. A házasságkötést tánccal kísért lakoma zárja. 
Ekkor a szokás szerint a párt széküknél fogva a magasba emelik, és táncolnak körülöttük.

## A házasságkötés utáni napok
A házasságkötést nem nászút követi. A következő hét napban a házaspár mindig másnál vendégeskedik, ahol minden alkalommal sor kerül a hét áldás elmondására. 

## A Tóra által tiltott házasságok
Kohanitáknak (a papi család tagjai, Áron leszármazottai, ők voltak kinevezve a szentélybeli szolgálatra) tilos elvenniük elváltat, és betértet, meggyalázottat, illetve paráznát. (3Móz. 21,7)  Archiválva 2010. október 6-i dátummal a Wayback Machine-ben
A vérrokonok: anyja, lánya, nővére vagy húga, lányunokája, nagynénje stb., valamint feleségének vérrokonai. Ezekkel kötött házasságok vérfertőzés terhe mellett tilosak - a Tóra szerint. (3Móz. 18.6)  Archiválva 2010. október 6-i dátummal a Wayback Machine-ben
A többnejűséget Rabbénu Gersom tiltotta meg egy rendelettel, miszerint újabb feleséghez 100, három különböző országban élő rabbi engedélye szükséges. 

## Az esküvő ábrázolása
- Színdarabokban: Hegedűs a háztetőn, Menyasszonytánc
- Filmekben: A napfény íze
- Képzőművészetben: Marc Chagall: Jewish Wedding